# Astragalus speciosus
Astragalus speciosus là một loài thực vật có hoa trong họ Đậu. Loài này được Boiss. & Hohen. miêu tả khoa học đầu tiên.